# مینودشت
مینودشت شهری از توابع بخش مرکزی و مرکز شهرستان مینودشت در استان گلستان است.

## مردم
ترکیب جمعیتی این شهر شامل اقوام محلی ساکن همچون طبری (کتولی، استرآبادی و مازندرانی)، جمعیت غالبِ طبری، تعداد کمی تات و مهاجران قدیمی از جمله آذری، سیستانی، خراسانی و شاهرودی هستند. زبان‌های گفتاری رایج، ترکی برای قزلباش‌ها بوده و طبری برای مردم طبری اما فارسی زبان مشترک مردم است. همچنین  تقریباً نیمی از مردم این شهر ترک قزلباش بوده و در انتهای اسم فامیلی آنها «لو،و» مثل هلاکو، بشارت‌لو، قره سوفلو، سرایلو، کرامتلو، پسرکلو، قزلسفلو (همچنین قزل سوفلو و قزل سفلو)، مصطفی لو، ممشلو، قره جلو، قره جانلو، قره چماقلو وجود دارد. از دیگر پسوندهای مشترک در نام فامیلی در مینودشت «لی» است. مثل قره سفلی، قزلسفلی، ممشلی، سنجه ونلی، سلمانی، قره محمودلی، آقامحمدی.

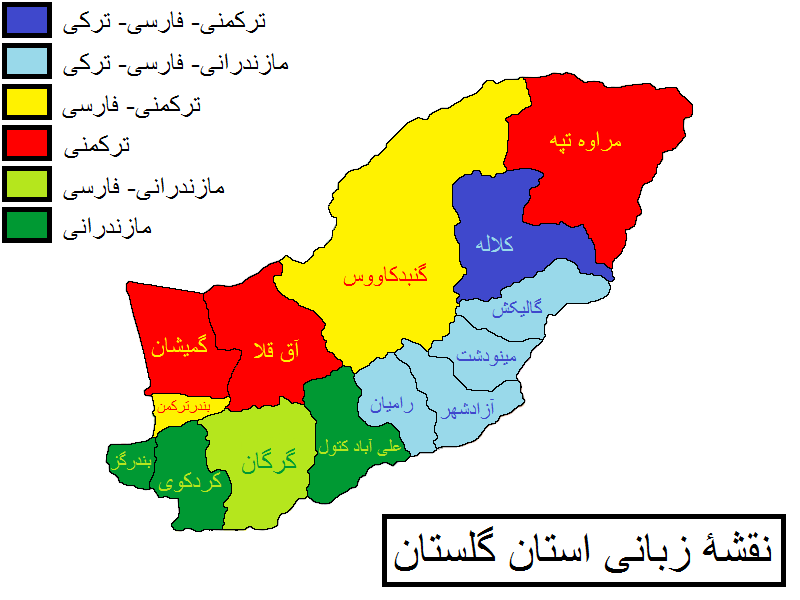
نقشهٔ زبانی استان گلستان

## پیشینه
رضاشاه پهلوی گاه به مینودشت سرکشی می‌کرد و در یکی از این بازدیدها در سال ۱۳۱۳ خورشیدی دو ماه پیش از بازدید درخواست کرد که حداقل دو ساختمان در مینودشت بنا شود. وی در بازدید خود نایب صادق‌خان را به خاطر بنای ساختمان‌ها ستود و به او طلا بخشید اما به دلایلی نامعلوم وی را از سرپرستی املاک گوکلان برکنار کرد. رضاشاه کشت پنبه و کنف و کرچک و کشف حجاب را در منطقه مینودشت ترغیب کرد.

### نام‌های تاریخی مینودشت
شهر مینودشت از جمله شهرهای استان گلستان است که ریشه در تاریخ و فرهنگ منطقه دارد این شهر در دوره‌های مختلف نام‌های گوناگونی داشته‌است از جمله نام‌هایی که برای این شهر ذکر شده‌است، کبودجامه، حاجیلر، سنگرلر و سنگر حاجیلر، دشت مینو و مینودشت می‌باشد.
در سفری که سیدمحمد خاتمی رئیس‌جمهوری سابق به مینودشت داشت، این شهر را دشت بهشت نامید.

#### کبودجامه
قدیمی‌ترین نامی که برای مینودشت بیان می‌شود کبودجامه می‌باشد، در مورد این که چرا در گذشته مینودشت را کبود جامه می‌نامیدند دلیلی بیان نشده‌است ولی احتمالا مربوط به لباس سنتی مردم این شهر که به رنگ قرمز و کبود است مربوط می‌شود. همچنین با توجه به اینکه در قرون نخستین اسلامی برخی قیام‌هایی که علیه حکومت وقت شکل می‌گرفتند با تغییر رنگ لباس این قیام‌ها به مردم معرفی می‌شدند چنان‌که قیام ابو مسلم خراسانی علیه حکومت بنی امیه با تغییر رنگ لباس به سیاه، به «سیاه جامگان» معروف شد. به نظر می‌رسد نامیده شدن منطقه مینودشت به کبودجامه نیز میتواند باشد. و ممکن است بیشتر به خاطر یک قیام و حرکت سیاسی علیه حکومت وقت بوده باشد.

#### حاجیلر
علامه قزوینی می‌نویسد: کبود جامه نام حشمی است که بین خوارزم و استر آباد زندگی می‌کنند. تصور می‌رود کبود جامه‌ها بازماندگان اقوام باستانی داهه‌ها که در ناحیه مورد نظر زندگی می‌کردند باشند. از زمان شاه عباس اوّل صفوی به بعد کبودجامه، حاجیلر نامیده می‌شود علت این نام‌گذاری مهاجرت گروهی از اقوام ترک (قزلباش) به نام حاجیلر به این شهر می‌باشد چون مهاجران از طایفه حاجیلر بوده‌اند نام طایفه خود را بر این شهر نهاده‌اند.

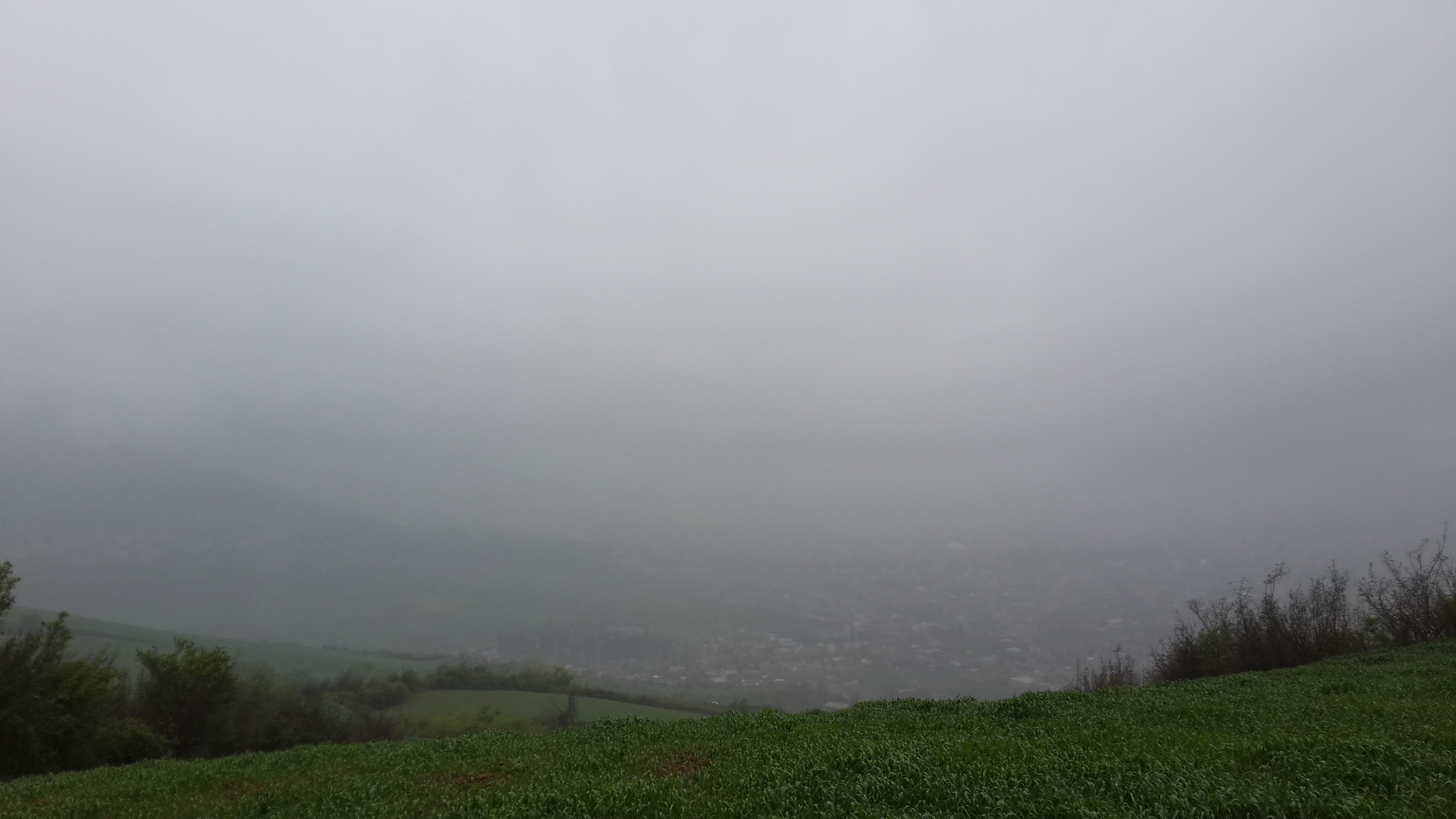
چراغ تپه - ضلع رو به شهر

#### سنگر و سنگر حاجیلر
در زمان حکومت قاجاریه علاوه بر نام حاجیلر به نام سنگر و سنگر حاجیلر برمی‌خوریم. رابینو که در زمان قاجاریه (۱۲۸۸و ۱۲۸۹شمسی) به این مناطق سفر کرده‌است دهات سنگر حاجیلر را متعلق به حاجیلر می‌داند.
به نظر می‌رسد علت نامیده شدن قسمت‌هایی از حاجیلر به نام سنگر به دلیل موقعیت استراتژیک این منطقه بوده‌است زیرا هرگاه مردمان حاجیلر در معرض خطر تهاجم قرارمی گرفتند برای در امان ماندن به نواحی کوهستانی رفته و در آنجا سنگر می‌گرفتندچون روستاهای کوهستانی این مناطق متعلق به حاجیلر بودند بنابراین به سنگر حاجیلر (محل پناه مردم حاجیلر) معروف شدند. خود مینودشت نیز به عنوان یک روستای بزرگ سنگر نامیده می‌شده‌است و سه روستای خوردیماق، پسرک و قره محمودلو روستاهای تشکیل دهنده مینودشت می‌باشند شناسنامه‌های قدیمی مردم مینودشت نیز این نکته را تأیید می‌کند، در این شنا سنامه‌ها در کنار بلوک حاجیلر نام قریه سنگر ذکر شده و سپس نام سه روستای خوردیماق، پسرک و قره محمودلو آورده شده‌است برخی نیز سنگر را محله پسرک می‌دانند چون در سال ۱۳۰۲ هـ. ش مردم حاجیلر با سنگر بندی در خانه‌ها با مهدی شاه فندرسکی در محلهٔ پسرک جنگ سختی می‌کنند بنابراین از آن به بعد علاوه بر پسرک، حاجیلر را هم سنگر می‌نامند. (این که نام سنگر از سنگر بندی مردم حاجیلر دردرون خانه‌ها در جنگ با مهدی شاه بوده کاملاً اشتباه است زیرا کلنل ییت در سفرنامه خود (زمان ناصر الدین شاه) و کتاب نخبه سیفیه محمد علی قورخانچی (زمان مظفرالدین شاه) و رابینو در کتاب مازندران و استر آباد (اوایل حکومت احمد شاه) به کرات از سنگر و سنگر حاجیلر نام برده‌اند) 

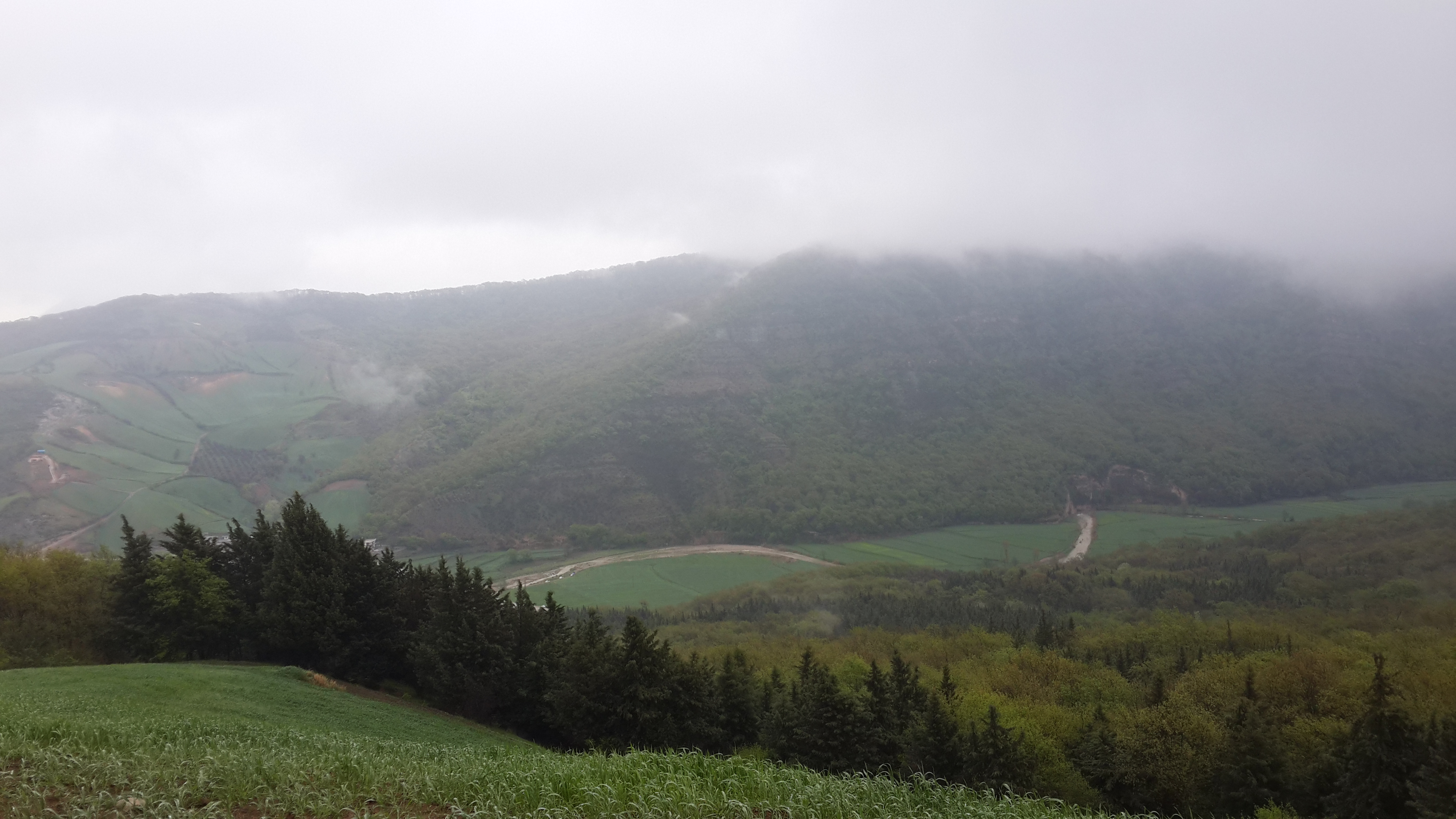
چراغ تپه - سالانه مسابقات پاراگلایدر سواری، در این مکان برگزار می‌شود

#### دشت مینو و مینودشت
منطقه مینودشت که در طول تاریخ نام‌های گوناگونی داشته‌است از سال ۱۳۱۸ به بعد مینودشت نامیده می‌شود. منطقه مینودشت فعلی نام تاریخیش کبودجامه بود ولی از زمان ورود و اسکان حاجیلرها به این ناحیه نام آن را تغییر داده حاجیلر نهادند تا در زمان رضاشاه پهلوی که به خاطر طبیعت بکر و چشم‌انداز زیبای آن اسم مینودشت را بر آن انتخاب کردند.
البته تغییر نام حاجیلر به مینودشت در دو مرحله انجام شده‌است ابتدا در تاریخ ۲۶ آبان سال ۱۳۱۸ «دشت مینو» نامیده می‌شود هنوز مدتی از این نام جدید نگذشته بود که دوباره تغییر نام داده و در تاریخ ۲ دی سال ۱۳۱۸ به «مینودشت» معروف می‌شود.

#### مهاجرت به مینودشت در دوره قاجار
الف- گرایلی‌ها: با آنکه قاجارها طوایف مهاجری بودند که در زمان شاه عباس اول به استرآباد کوچانده شدند، در زمان آقا محمد خان با توجه به اهمیت منطقه مینودشت عده‌ای از ترکان گرایلی به این منطقه کوچانده می‌شوند چنان‌که برخی محققین بر این عقیده‌اند که آن عده از ترک‌های مینودشت که از ایل گرایلی هستند توسط آقا محمد خان از کالپوش به این منطقه کوچانده شده‌اند. رابینو نیز بر این عقیده است که گرایلی‌ها را آقا محمد خان از کالپوش به مازندران آورد. ایل گرایلی از زمان حکومت ایلخانان در دشت حلقه ساکن بودند اما بعد از مدتی به منطقهٔ گوکلان مهاجرت کردند ولی بر اثر فشار اقوام ترکمن و ازبکان از آنجا به کالپوش مهاجرت نمودند و در زمان آقا محمد خان تعدادی از آن‌ها دوباره به حاجیلر کوچانده شدند. در حال حاضر خانواده‌هایی با نام خانوادگی «گرایلو» و «گرایلی» در مینودشت و گالیکش زندگی می‌کنند.
ب-کودری‌ها: ملکونوف که سفرنامه خود را در زمان ناصرالدین شاه نوشته‌است از طایفه‌ای به نام «کودر» نام می‌برد که در بلوک کوک ساکنند و بلوک آن‌ها شامل روستاهایی است که اکثر آن‌ها مثل قلعه قافه، چمانی بالا وچمانی پایین، ترسه، آهنگر محله، دوزین، دورجین، برنجوین و کلاسره جزء روستاهای منطقه مینودشت می‌باشند.
ملکونوف دربارهٔ این طایفه می‌نویسد:
«در بیشتر دیهات کوک سر و فندرسک طایفه کؤدر ساکنند این طایفه شهرنشین و ده نشین نباشد بلکه حالت صحرا نشینان و بیابانیان دارند و بهر سو گردش همی کنند … در محاکم و داوری سیم تنی را از خود میانجی سازند و به تیراندازی و نخجیر گری نام بردارند.»
ج- روس‌ها (ملقان): مهاجرین مردمان منطقه روسیه سفید که مالقان نامیده می‌شدندتعدادی از این مهاجرین روسی به مینودشت نیز مهاجرت کردند، کمیسر روس در سال ۱۲۹۲هـ. ش ۲۰۰ نفر از آن‌ها را که برای کشت و زرع به گنبد قابوس وارد شده بودند در دشت حلقه اسکان می‌دهد برخی از مهاجرین نیز در حاشیه شهر مینودشت ساکن شده بودند و به کار کشاورزی می‌پرداختند، اهالی مینودشت به آن‌ها مَلَقان می‌گفتند ملقان‌های مینودشت علاوه بر زبان مادری خود به زبان فارسی نیز صحبت می‌کردند و فرزندان آنان به همراه کودکان مینودشتی به مدرسه می‌رفتند. ملقان‌ها تا سال ۱۳۱۸ در مینودشت بودند تا اینکه در این سال طی سفری که رضاشاه به مینودشت داشت تعدادی از زنان ملقان‌ها از او درخواست می‌کنند تا به سرزمین خود بازگردند، با درخواست آنان موافقت می‌شود و تعداد زیادی از آنان به سرزمین خود در روسیه بر می‌گردند، اما از این گروه تعداد کمی در مینودشت باقی ماندند عده‌ای نیز به شهر گنبد رفتند و در آنجا ماندگار شدند.

## نگارخانه

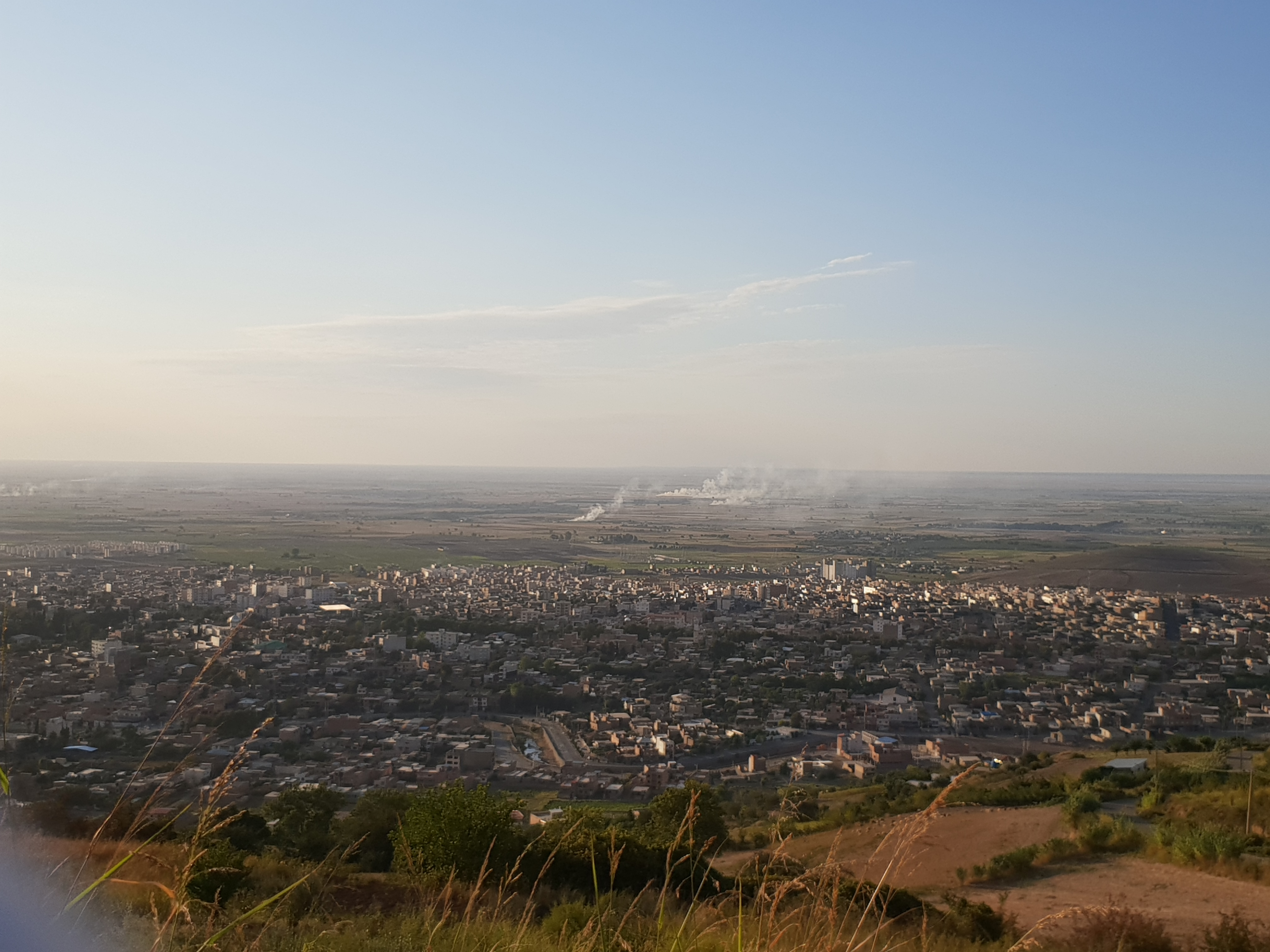
نمای شهر
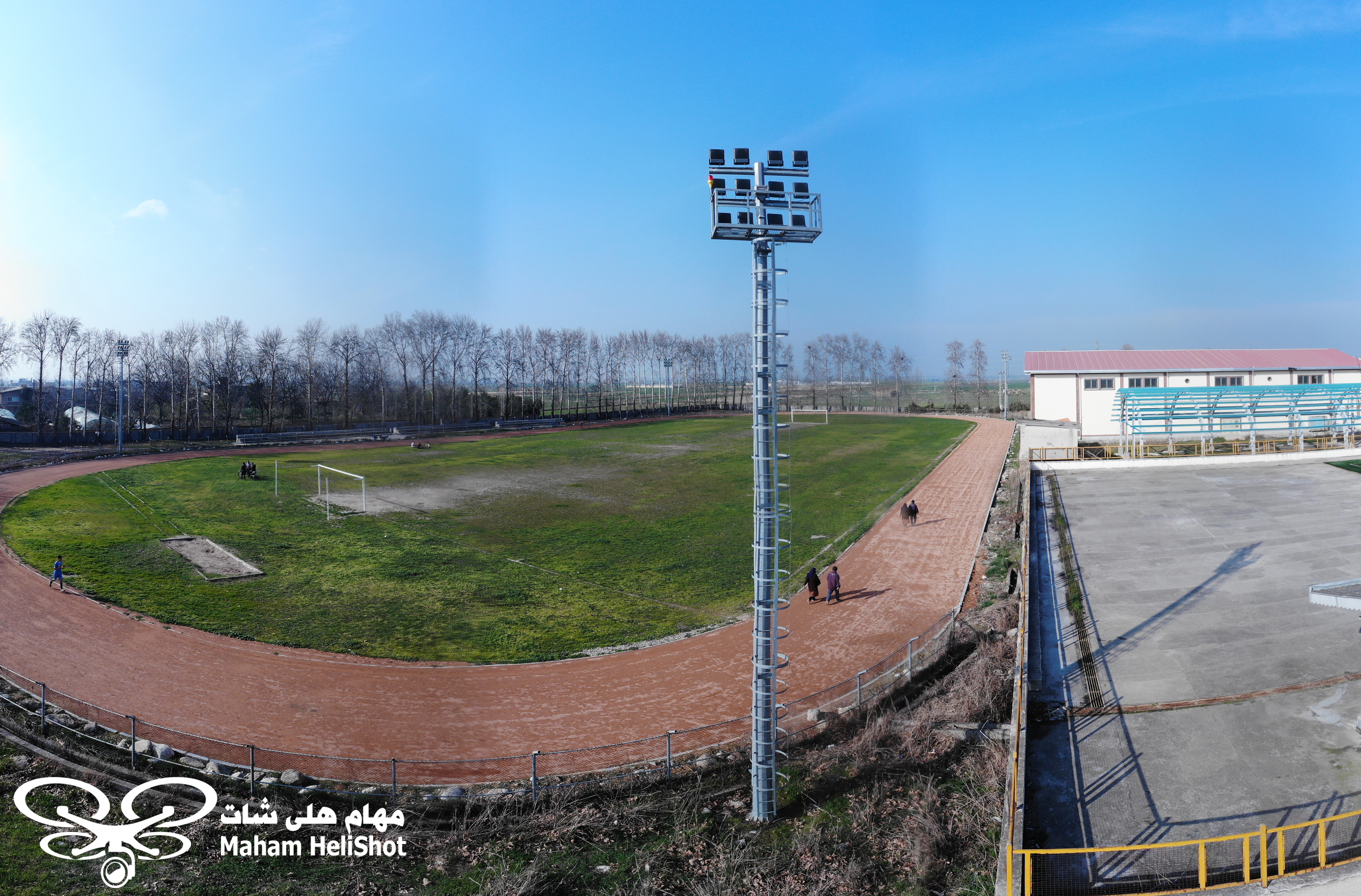
ورزشگاه شهید اقبالی مینودشت
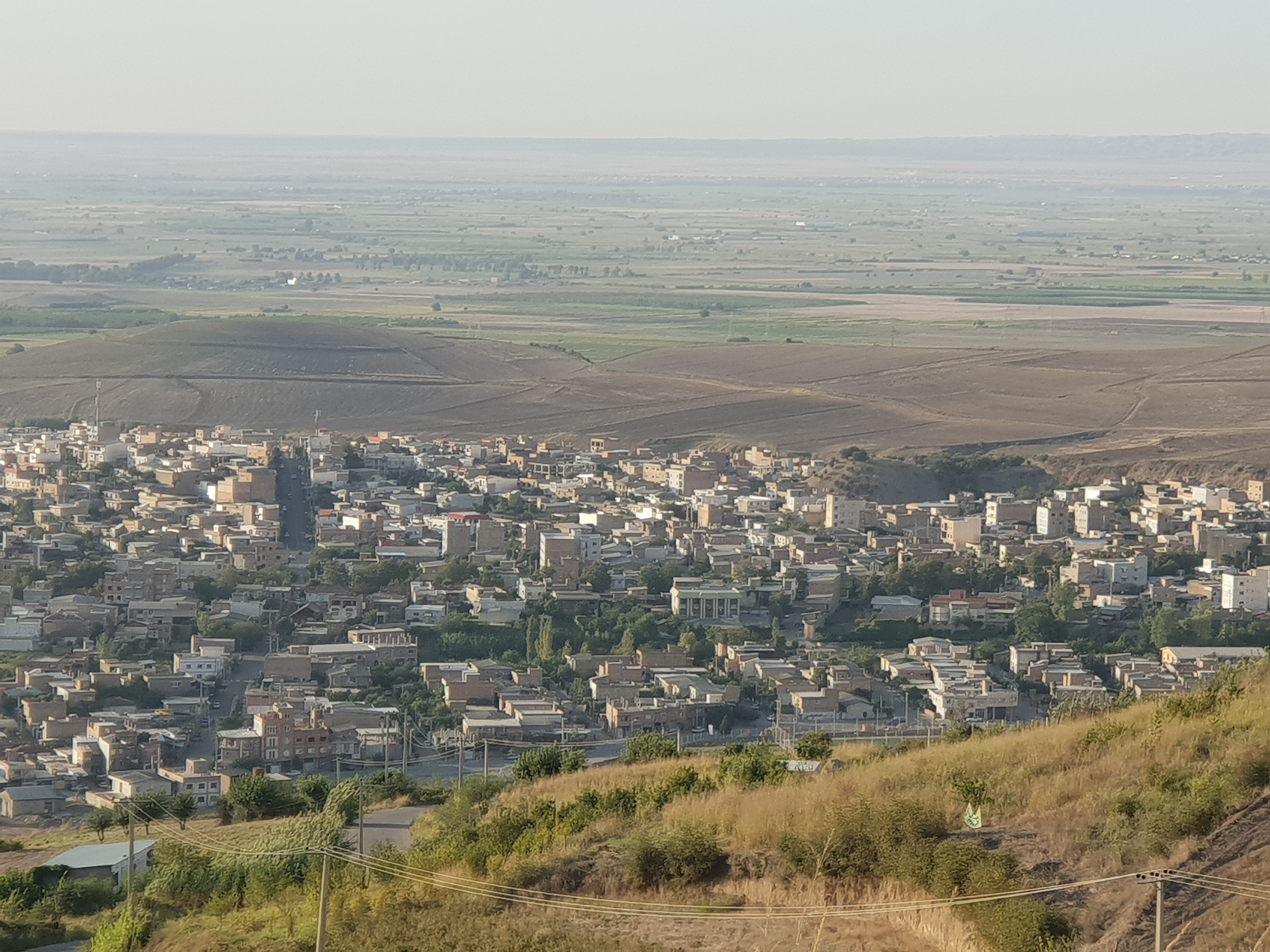
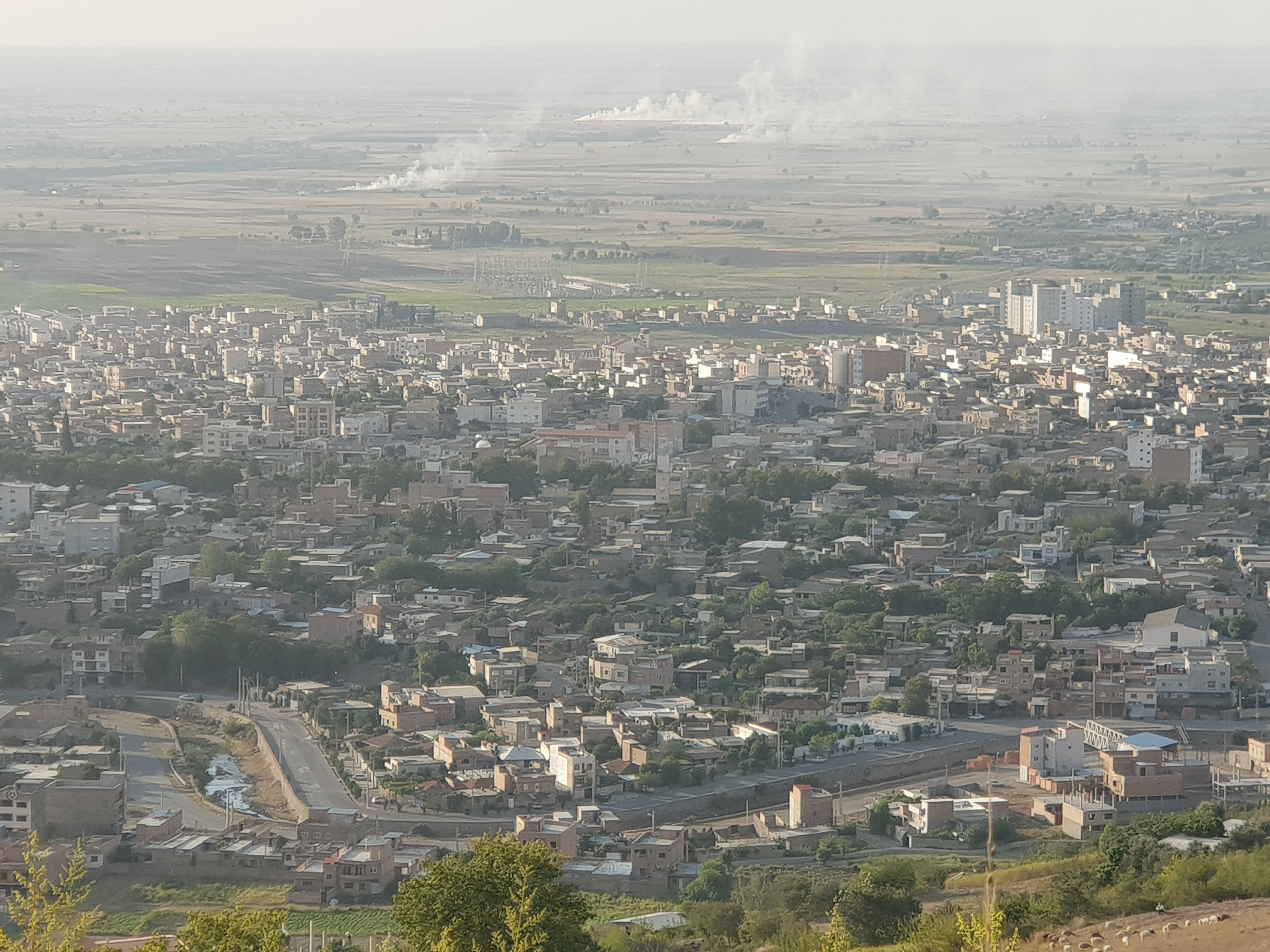
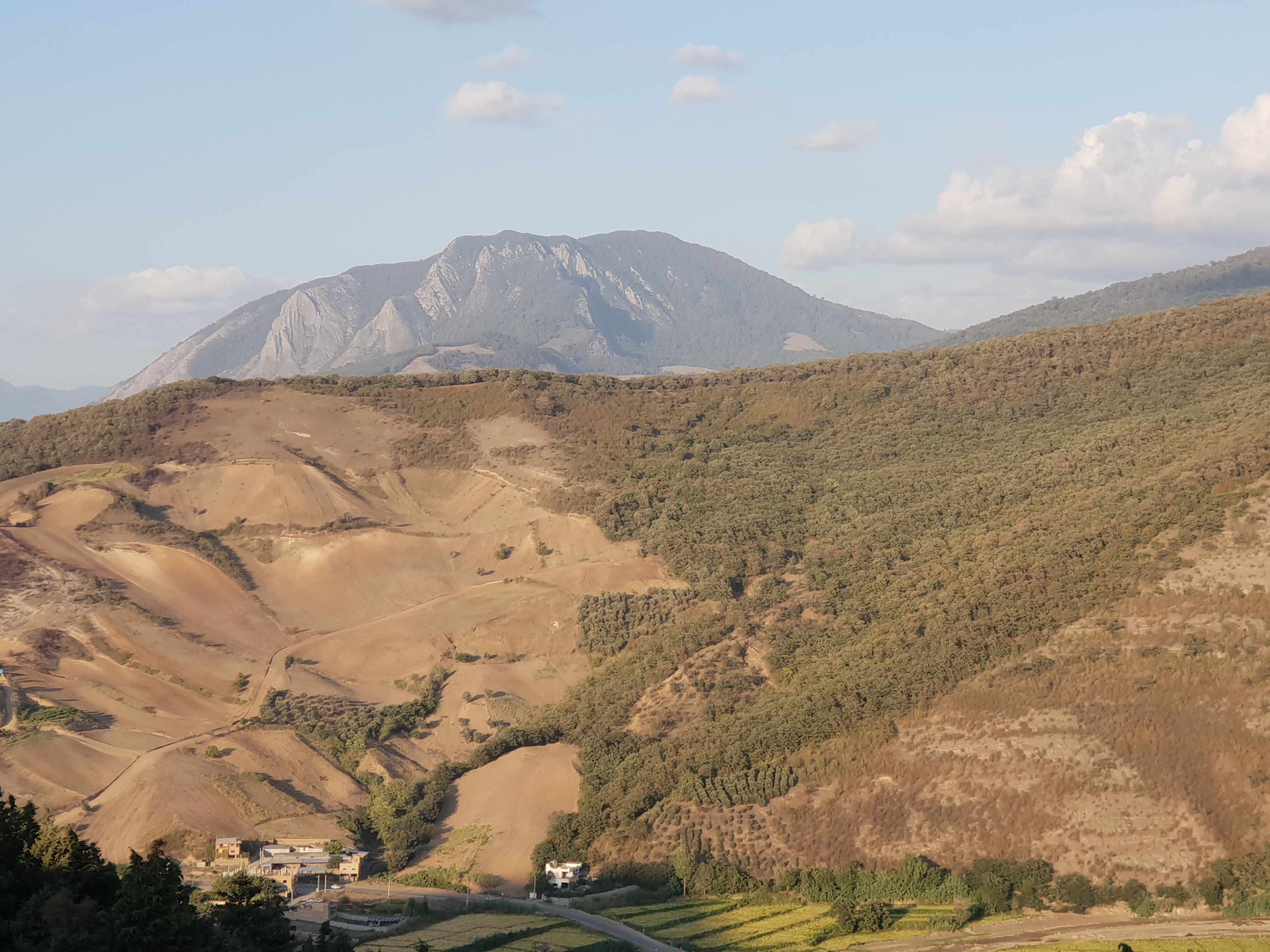
کوه‌های اطراف